# Fireball (dal)
A Fireball egy dal Willow Smith amerikai énekesnő debütáló, Willow: You Think You Know Me című albumáról. 2011. október 6-án jelent meg a dal az album harmadik kislemezeként. A felvételen Nicki Minaj amerikai rapper is közreműködött. Kereskedelmileg rendkívül gyengén teljesített, semmiféle kislemezlistán nem jelent meg, korábbi dalaival ellentétben.

## Háttér
2011. október 4-én debütált a Angie Martinez Show című műsorban. iTuneson 2 nappal később jelent meg, amerikai rádiókon 2011. október 18-án debütált.

## Videóklip
A dalhoz tartozó videóklip 2011. december 7-én debütált 106 & Parkben. 2011. december 16-án jelent meg az énekesnő VEVO csatornáján. A kisfilm Hype Williams rendezte, és Nicki Minaj is megjelent benne. A klip a közönséget megosztotta, rengetegen túl fiatalnak tartják Willowot a hírnévhez.

## Megjelenések
| Ország           | Dátum             | Formátum           |
| ---------------- | ----------------- | ------------------ |
| Egyesült Államok | 2011. október 6.  | Digitális letöltés |
| Egyesült Államok | 2011. október 18. | Rádió              |